# Llista de topònims de Calaf
Llista de topònims (noms propis de lloc) del municipi de Calaf, a l'Anoia
Informació actualitzada per un bot. Els canvis manuals es perdran quan s'actualitzi!

## cabana
| imatge | Nom                   | Ubicat a | instància de | Detalls      | coordenades                                                                                       | Protecció | Commons (més fotos) | Dades a WD                    |
| ------ | --------------------- | -------- | ------------ | ------------ | ------------------------------------------------------------------------------------------------- | --------- | ------------------- | ----------------------------- |
|        | cabana del Calderer   | Calaf    | cabana       |              | 41° 42′ 45″ N, 1° 27′ 43″ E / 41.7126171535408°N,1.46202155035139°E 782 msnm                      |           |                     | Modifica les dades a Wikidata |
|        | pallissa del Caselles | Calaf    | cabana       |              | 41° 42′ 34″ N, 1° 29′ 01″ E / 41.7093210853688°N,1.4837355525574°E 673 msnm                       |           |                     | Modifica les dades a Wikidata |
|        | pallissa del Lluc     | Calaf    | cabana       | 19th century | 41° 43′ 06″ N, 1° 30′ 26″ E / 41.7183024178854°N,1.50724257077171°E ca:Masia Cortadelles 670 msnm |           |                     | Modifica les dades a Wikidata |
|        | pallissa del Vidal    | Calaf    | cabana       |              | 41° 42′ 58″ N, 1° 29′ 09″ E / 41.716041616109°N,1.48589761165332°E 700 msnm                       |           |                     | Modifica les dades a Wikidata |

## carrer
| imatge | Nom                        | Ubicat a | instància de | Detalls | coordenades                                       | Protecció | Commons (més fotos)                     | Dades a WD                    |
| ------ | -------------------------- | -------- | ------------ | ------- | ------------------------------------------------- | --------- | --------------------------------------- | ----------------------------- |
|        | Carrer Sant Jaume          | Calaf    | carrer       |         | 41° 44′ 01″ N, 1° 30′ 42″ E / 41.7336°N,1.5116°E  |           | Buildings in carrer Sant Jaume (Calaf)  | Modifica les dades a Wikidata |
|        | passeig de Santa Calamanda | Calaf    | carrer       |         | 41° 43′ 50″ N, 1° 30′ 52″ E / 41.7306°N,1.51456°E |           | Buildings in passeig de Santa Calamanda | Modifica les dades a Wikidata |

## casa
| imatge | Nom                                        | Ubicat a | instància de | Detalls                                              | coordenades                                                                                       | Protecció                                  | Commons (més fotos)                        | Dades a WD                    |
| ------ | ------------------------------------------ | -------- | ------------ | ---------------------------------------------------- | ------------------------------------------------------------------------------------------------- | ------------------------------------------ | ------------------------------------------ | ----------------------------- |
|        | Cal Martorell                              | Calaf    | casa         | Estil: arquitectura barroca 18th century             | 41° 44′ 03″ N, 1° 30′ 39″ E / 41.7341°N,1.51079°E ca:Pl. Gran, 9 687 msnm                         | bé integrant del patrimoni cultural català | Cal Martorell (Calaf)                      | Modifica les dades a Wikidata |
|        | Can Matrícules                             | Calaf    | casa         | Estil: arquitectura del Renaixement 16th century     | 41° 44′ 00″ N, 1° 30′ 42″ E / 41.733451°N,1.511689°E ca:C. de Sant Jaume, 18 682 msnm             | bé integrant del patrimoni cultural català | Can Matrícules (Calaf)                     | Modifica les dades a Wikidata |
|        | Casa Crivillés                             | Calaf    | casa         | Estil: arquitectura eclèctica 19th century           | 41° 43′ 53″ N, 1° 30′ 50″ E / 41.7313°N,1.51396°E ca:Pg. de Santa Calamanda 669 msnm              | bé integrant del patrimoni cultural català | Casa Crivillés (Calaf)                     | Modifica les dades a Wikidata |
|        | Casa Felip                                 | Calaf    | casa         | Estil: barroc 17th century                           | 41° 44′ 02″ N, 1° 30′ 41″ E / 41.734°N,1.51126°E ca:Pl. Gran, 2 687 msnm                          | bé integrant del patrimoni cultural català | Casa Felip (Calaf)                         | Modifica les dades a Wikidata |
|        | Casa Figuerola                             | Calaf    | casa         | Estil: arquitectura eclèctica 19th century           | 41° 44′ 01″ N, 1° 30′ 46″ E / 41.7336°N,1.51275°E ca:C. del Ravalet, 19 682 msnm                  | bé integrant del patrimoni cultural català | Casa Figuerola (Calaf)                     | Modifica les dades a Wikidata |
|        | Casa Monfort                               | Calaf    | casa         | Estil: arquitectura popular 18th century             | 41° 43′ 58″ N, 1° 30′ 45″ E / 41.732886°N,1.512545°E ca:Portelles de Sant Jaume, 8 678 msnm       | bé integrant del patrimoni cultural català |                                            | Modifica les dades a Wikidata |
|        | Casa Satorras                              | Calaf    | casa         | Estil: arquitectura neoclàssica 18th century         | 41° 44′ 01″ N, 1° 30′ 40″ E / 41.7337°N,1.51114°E ca:C. de Sant Jaume, 2 685 msnm                 | bé integrant del patrimoni cultural català | Casa Satorras (Calaf)                      | Modifica les dades a Wikidata |
|        | Casa Serra                                 | Calaf    | casa         | Estil: noucentisme 20th century                      | 41° 43′ 54″ N, 1° 30′ 49″ E / 41.7316°N,1.51369°E ca:Pg. de Santa Calamanda, 4 671 msnm           | bé integrant del patrimoni cultural català | Casa Serra (Calaf)                         | Modifica les dades a Wikidata |
|        | casa al carrer del Forn i carrer del Carme | Calaf    | casa         | Estil: Renaixement arquitectura popular 15th century | 41° 44′ 01″ N, 1° 30′ 38″ E / 41.7337°N,1.51044°E ca:C. del Forn, cantonada c. del Carme 697 msnm | bé integrant del patrimoni cultural català | Casa al carrer del Forn i carrer del Carme | Modifica les dades a Wikidata |
|        | casa al costat de la plaça de les Eres     | Calaf    | casa         | Estil: arquitectura barroca 18th century             | 41° 44′ 02″ N, 1° 30′ 42″ E / 41.7339°N,1.51179°E ca:Carrer Sant Pere nº 9. 08280 Calaf 686 msnm  | bé integrant del patrimoni cultural català | Casa al costat de la plaça de les Eres     | Modifica les dades a Wikidata |
|        | casa al passeig de Santa Calamanda         | Calaf    | casa         | Estil: arquitectura neoclàssica 20th century         | 41° 43′ 50″ N, 1° 30′ 52″ E / 41.73058°N,1.51456°E ca:Pg. de Santa Calamanda, 28 667 msnm         | bé integrant del patrimoni cultural català | Casa al passeig de Santa Calamanda         | Modifica les dades a Wikidata |
|        | edifici a la plaça de les Eres, 16-17      | Calaf    | casa         | Estil: arquitectura modernista 20th century          | 41° 44′ 03″ N, 1° 30′ 42″ E / 41.7343°N,1.5116°E ca:Pl. de les Eres, 16 689 msnm                  | bé integrant del patrimoni cultural català | Edifici a la plaça de les Eres, 16-17      | Modifica les dades a Wikidata |

## edifici
| imatge | Nom                                  | Ubicat a | instància de | Detalls                                                      | coordenades                                                                                | Protecció                                  | Commons (més fotos)                  | Dades a WD                    |
| ------ | ------------------------------------ | -------- | ------------ | ------------------------------------------------------------ | ------------------------------------------------------------------------------------------ | ------------------------------------------ | ------------------------------------ | ----------------------------- |
|        | Hospital de Calaf                    | Calaf    | edifici      | Estil: arquitectura gòtica arquitectura popular 16th century | 41° 44′ 00″ N, 1° 30′ 36″ E / 41.7334°N,1.51006°E ca:C. de Xoriguera, 13 694 msnm          | bé integrant del patrimoni cultural català | Hospital (Calaf)                     | Modifica les dades a Wikidata |
|        | edifici al passeig de Sant Calamanda | Calaf    | edifici      | Estil: noucentisme 20th century                              | 41° 43′ 51″ N, 1° 30′ 52″ E / 41.730943°N,1.51443°E ca:Pg. de Santa Calamanda, 16 668 msnm | bé integrant del patrimoni cultural català | Edifici al passeig de Sant Calamanda | Modifica les dades a Wikidata |

## entitat singular de població
| imatge | Nom       | Ubicat a | instància de                                   | Detalls  | coordenades                                                                  | Protecció | Commons (més fotos) | Dades a WD                    |
| ------ | --------- | -------- | ---------------------------------------------- | -------- | ---------------------------------------------------------------------------- | --------- | ------------------- | ----------------------------- |
|        | Calaf     | Calaf    | entitat singular de població capital municipal | 3434 hab | 41° 43′ 58″ N, 1° 30′ 49″ E / 41.73289°N,1.51375°E 668 msnm                  |           |                     | Modifica les dades a Wikidata |
|        | la Pineda | Calaf    | entitat singular de població                   | 161 hab  | 41° 44′ 05″ N, 1° 31′ 31″ E / 41.7347478643214°N,1.52530726752008°E 678 msnm |           |                     | Modifica les dades a Wikidata |

## escut d'armes
| imatge | Nom                             | Ubicat a | instància de  | Detalls                                  | coordenades                                                                                       | Protecció                                  | Commons (més fotos)             | Dades a WD                    |
| ------ | ------------------------------- | -------- | ------------- | ---------------------------------------- | ------------------------------------------------------------------------------------------------- | ------------------------------------------ | ------------------------------- | ----------------------------- |
|        | Escut al carrer Sant Jaume, 3   | Calaf    | escut d'armes | 16th century                             | 41° 44′ 01″ N, 1° 30′ 42″ E / 41.73356°N,1.5116°E ca:Carrer Sant Jaume nº3. 08280 Calaf. 682 msnm | bé integrant del patrimoni cultural català | Escut al carrer Sant Jaume, 3   | Modifica les dades a Wikidata |
|        | Escut heràldic a Casa Cantonera | Calaf    | escut d'armes | Estil: arquitectura barroca 17th century | 41° 44′ 00″ N, 1° 30′ 43″ E / 41.73336°N,1.51181°E ca:C. Prior Farràs - c. Sant Jaume 682 msnm    | bé integrant del patrimoni cultural català | Escut heràldic a Casa Cantonera | Modifica les dades a Wikidata |

## església
| imatge | Nom                      | Ubicat a | instància de      | Detalls                                                           | coordenades                                                                            | Protecció                                  | Commons (més fotos)              | Dades a WD                    |
| ------ | ------------------------ | -------- | ----------------- | ----------------------------------------------------------------- | -------------------------------------------------------------------------------------- | ------------------------------------------ | -------------------------------- | ----------------------------- |
|        | Convent de Sant Francesc | Calaf    | església monestir | Estil: arquitectura barroca arquitectura neoclàssica 18th century | 41° 43′ 49″ N, 1° 31′ 03″ E / 41.7303°N,1.51747°E ca:Barri de l'Estació 665 msnm       | bé integrant del patrimoni cultural català | Convent de Sant Francesc (Calaf) | Modifica les dades a Wikidata |
|        | Ermita de Sant Sebastià  | Calaf    | església          | Estil: arquitectura popular 17th century                          | 41° 43′ 34″ N, 1° 30′ 14″ E / 41.7262°N,1.50395°E ca:Al Turó de Sant Sebastià 762 msnm | bé integrant del patrimoni cultural català | Sant Sebastià de Calaf           | Modifica les dades a Wikidata |
|        | Sant Jaume de Calaf      | Calaf    | església          | Estil: gòtic tardà arquitectura barroca 17th century              | 41° 44′ 02″ N, 1° 30′ 41″ E / 41.7338°N,1.51137°E ca:Pl. Gran, 1 687 msnm              | bé integrant del patrimoni cultural català | Església de Sant Jaume (Calaf)   | Modifica les dades a Wikidata |

## granja
| imatge | Nom                        | Ubicat a | instància de | Detalls | coordenades                                                                  | Protecció | Commons (més fotos) | Dades a WD                    |
| ------ | -------------------------- | -------- | ------------ | ------- | ---------------------------------------------------------------------------- | --------- | ------------------- | ----------------------------- |
|        | Granja Giralt              | Calaf    | granja       |         | 41° 43′ 15″ N, 1° 31′ 26″ E / 41.7207528115025°N,1.52401642230894°E 638 msnm |           |                     | Modifica les dades a Wikidata |
|        | Granja de l'Evaristo Torre | Calaf    | granja       |         | 41° 43′ 44″ N, 1° 31′ 15″ E / 41.7289699975755°N,1.52075032478955°E 657 msnm |           |                     | Modifica les dades a Wikidata |
|        | Granja del Fonoll          | Calaf    | granja       |         | 41° 43′ 41″ N, 1° 32′ 07″ E / 41.72816680709°N,1.53538899940597°E 692 msnm   |           |                     | Modifica les dades a Wikidata |
|        | Granja del Servitja        | Calaf    | granja       |         | 41° 43′ 40″ N, 1° 32′ 19″ E / 41.7277669300266°N,1.53864433648964°E 683 msnm |           |                     | Modifica les dades a Wikidata |
|        | Granja del Solanes         | Calaf    | granja       |         | 41° 43′ 34″ N, 1° 31′ 10″ E / 41.7259796045985°N,1.51934012862233°E 656 msnm |           |                     | Modifica les dades a Wikidata |

## masia
| imatge | Nom             | Ubicat a | instància de     | Detalls                                                                | coordenades                                                                                               | Protecció                                            | Commons (més fotos) | Dades a WD                    |
| ------ | --------------- | -------- | ---------------- | ---------------------------------------------------------------------- | --- | ---------------------------------------------------- | ------------------- | ----------------------------- |
|        | Cal Fania       | Calaf    | masia            |                                                                        | 41° 43′ 28″ N, 1° 31′ 07″ E / 41.7244844793361°N,1.51864108776865°E 651 msnm                              |                                                      |                     | Modifica les dades a Wikidata |
|        | Cal Jover       | Calaf    | masia            |                                                                        | 41° 43′ 38″ N, 1° 30′ 54″ E / 41.7273568025384°N,1.51508840287693°E 662 msnm                              |                                                      |                     | Modifica les dades a Wikidata |
|        | Cal Lledó       | Calaf    | masia            |                                                                        | 41° 43′ 32″ N, 1° 30′ 38″ E / 41.7255515155639°N,1.51060943320918°E 666 msnm                              |                                                      |                     | Modifica les dades a Wikidata |
|        | Cal Pujaltet    | Calaf    | masia            |                                                                        | 41° 43′ 33″ N, 1° 30′ 43″ E / 41.725756°N,1.511965°E 664 msnm                                             |                                                      |                     | Modifica les dades a Wikidata |
|        | Cal Tinets      | Calaf    | masia            |                                                                        | 41° 44′ 04″ N, 1° 30′ 28″ E / 41.734369°N,1.507687°E 697 msnm                                             |                                                      |                     | Modifica les dades a Wikidata |
|        | Cal Vescomte    | Calaf    | masia            |                                                                        | 41° 43′ 30″ N, 1° 30′ 27″ E / 41.7250860535642°N,1.50736204933193°E 695 msnm                              |                                                      |                     | Modifica les dades a Wikidata |
|        | Can Cardona     | Calaf    | masia            |                                                                        | 41° 44′ 09″ N, 1° 31′ 20″ E / 41.7359055544482°N,1.52217841491507°E 681 msnm                              |                                                      |                     | Modifica les dades a Wikidata |
|        | Cortadelles     | Calaf    | masia            |                                                                        | 41° 42′ 58″ N, 1° 30′ 33″ E / 41.716242°N,1.50911°E 655 msnm                                              |                                                      |                     | Modifica les dades a Wikidata |
|        | Ferrera         | Calaf    | masia casa forta | Estil: arquitectura romànica arquitectura del Renaixement 14th century | 41° 43′ 00″ N, 1° 29′ 27″ E / 41.716618°N,1.490945°E ca:Turó de Ferrera, a ponent de Calaf 759 msnm       | bé d'interès cultural bé cultural d'interès nacional | Ferrera (Calaf)     | Modifica les dades a Wikidata |
|        | Girifràs        | Calaf    | masia            |                                                                        | 41° 42′ 49″ N, 1° 28′ 24″ E / 41.713550962435°N,1.4734541298605°E ca:Girifràs. s/n. 08280 Calaf. 742 msnm |                                                      |                     | Modifica les dades a Wikidata |
|        | Tramveí         | Calaf    | masia            |                                                                        | 41° 43′ 50″ N, 1° 31′ 41″ E / 41.7306495108499°N,1.52809433150266°E 663 msnm                              |                                                      |                     | Modifica les dades a Wikidata |
|        | el Graell       | Calaf    | masia            |                                                                        | 41° 42′ 37″ N, 1° 28′ 48″ E / 41.710161667368°N,1.479869446567°E 692 msnm                                 |                                                      |                     | Modifica les dades a Wikidata |
|        | el Molí de Vent | Calaf    | masia            |                                                                        | 41° 44′ 08″ N, 1° 30′ 40″ E / 41.7354823850106°N,1.5110293013851°E 716 msnm                               |                                                      |                     | Modifica les dades a Wikidata |
|        | el Pou          | Calaf    | masia            |                                                                        | 41° 43′ 49″ N, 1° 30′ 26″ E / 41.7304072810466°N,1.50722682347281°E 683 msnm                              |                                                      |                     | Modifica les dades a Wikidata |
|        | l'Oliva         | Calaf    | masia            |                                                                        | 41° 42′ 38″ N, 1° 28′ 47″ E / 41.710548360126°N,1.47982427470119°E 701 msnm                               |                                                      |                     | Modifica les dades a Wikidata |
|        | la Casa Alta    | Calaf    | masia            |                                                                        | 41° 43′ 53″ N, 1° 30′ 48″ E / 41.7313135889624°N,1.51321773840322°E 669 msnm                              |                                                      |                     | Modifica les dades a Wikidata |
|        | la Torre        | Calaf    | masia            | Estil: arquitectura popular                                            | 41° 44′ 08″ N, 1° 30′ 52″ E / 41.735681°N,1.514341°E ca:Carrer de la Molsosa 679 msnm                     | bé integrant del patrimoni cultural català           | La Torre (Calaf)    | Modifica les dades a Wikidata |
|        | la Venta        | Calaf    | masia            |                                                                        | 41° 43′ 48″ N, 1° 32′ 08″ E / 41.7300154150157°N,1.53556342619885°E 697 msnm                              |                                                      |                     | Modifica les dades a Wikidata |

## muntanya
| imatge | Nom                   | Ubicat a | instància de | Detalls | coordenades                                                       | Protecció | Commons (més fotos) | Dades a WD                    |
| ------ | --------------------- | -------- | ------------ | ------- | ----------------------------------------------------------------- | --------- | ------------------- | ----------------------------- |
|        | Tossal del Figueró    | Calaf    | muntanya     |         | 41° 42′ 50″ N, 1° 29′ 49″ E / 41.714°N,1.49683°E 739 msnm         |           |                     | Modifica les dades a Wikidata |
|        | Turó de Ferrera       | Calaf    | muntanya     |         | 41° 42′ 58″ N, 1° 29′ 25″ E / 41.71621944°N,1.49040833°E 767 msnm |           | Turó de Ferrera     | Modifica les dades a Wikidata |
|        | Turó de Sant Sebastià | Calaf    | muntanya     |         | 41° 43′ 34″ N, 1° 30′ 15″ E / 41.726125°N,1.50419722°E 762 msnm   |           |                     | Modifica les dades a Wikidata |

## Misc
| imatge | Nom                                 | Ubicat a                 | instància de           | Detalls                                              | coordenades                                                                                          | Protecció                                            | Commons (més fotos)                    | Dades a WD                    |
| ------ | ----------------------------------- | ------------------------ | ---------------------- | ---------------------------------------------------- | --- | ---------------------------------------------------- | -------------------------------------- | ----------------------------- |
|        | Castell de Calaf                    | Calaf                    | castell                | 12nd century                                         | 41° 44′ 02″ N, 1° 30′ 35″ E / 41.7339°N,1.50972°E ca:Carrer Xuriguera 716 msnm                       | bé d'interès cultural bé cultural d'interès nacional | Castell de Calaf                       | Modifica les dades a Wikidata |
|        | Estació de Calaf                    | Calaf                    | estació de ferrocarril |                                                      | 41° 43′ 49″ N, 1° 30′ 55″ E / 41.730222222222224°N,1.5151944444444445°E 664 msnm                     |                                                      | Calaf train station                    | Modifica les dades a Wikidata |
|        | Ferrera                             | Calaf                    | vèrtex geodèsic        | Alt: 1.2m                                            | 41° 42′ 58″ N, 1° 29′ 25″ E / 41.716228°N,1.490388°E ca:Ferrera. s/n. 08280 Calaf. 768.124 msnm      |                                                      |                                        | Modifica les dades a Wikidata |
|        | Pla de Girifràs                     | Calaf Calonge de Segarra | indret plana           |                                                      | 41° 42′ 40″ N, 1° 27′ 41″ E / 41.7112°N,1.46149°E 796 msnm                                           |                                                      |                                        | Modifica les dades a Wikidata |
|        | Plaça Gran de Calaf                 | Calaf                    | plaça conjunt històric | Estil: gòtic tardà arquitectura barroca 17th century | 41° 44′ 02″ N, 1° 30′ 39″ E / 41.734°N,1.51096°E 687 msnm                                            | bé cultural d'interès nacional bé d'interès cultural | Plaça Gran de Calaf                    | Modifica les dades a Wikidata |
|        | Polígon industrial de Les Garrigues | Calaf                    | polígon industrial     |                                                      | 41° 43′ 52″ N, 1° 31′ 45″ E / 41.7312494021577°N,1.52922289552572°E                                  |                                                      |                                        | Modifica les dades a Wikidata |
|        | casa consistorial de Calaf          | Calaf                    | casa consistorial      |                                                      | 41° 44′ 03″ N, 1° 30′ 40″ E / 41.7340956°N,1.5111315°E                                               |                                                      |                                        | Modifica les dades a Wikidata |
|        | cementiri de Calaf                  | Calaf                    | cementiri              | 1873                                                 | 41° 44′ 02″ N, 1° 30′ 21″ E / 41.7338°N,1.50582°E ca:Afores, sota l'ermita de Sant Sebastià 714 msnm | bé integrant del patrimoni cultural català           | Cementiri de Calaf                     | Modifica les dades a Wikidata |
|        | creu de terme de Sant Sebastià      | Calaf                    | creu de terme          | 19th century                                         | 41° 43′ 35″ N, 1° 30′ 09″ E / 41.726397°N,1.502415°E ca:Camí de Sant Sebastià 737 msnm               |                                                      | Creu de terme de Sant Sebastià (Calaf) | Modifica les dades a Wikidata |
|        | forn de calç de Sant Sebastià       | Calaf                    | forn de calç           | Estil: arquitectura popular                          | | bé integrant del patrimoni cultural català           |                                        | Modifica les dades a Wikidata |
|        | muralla de Calaf                    | Calaf                    | muralla urbana         | 15th century                                         | 41° 44′ 00″ N, 1° 30′ 36″ E / 41.7334°N,1.51009°E ca:C. del Carme, 28 - c. Xuriguera, 16 696 msnm    | bé d'interès cultural bé cultural d'interès nacional | Portals, muralla i torre a Calaf       | Modifica les dades a Wikidata |
|        | pedrera Solestany                   | Calaf                    | pedrera                |                                                      | 41° 43′ 51″ N, 1° 32′ 15″ E / 41.7309330072809°N,1.5375986426616°E                                   |                                                      |                                        | Modifica les dades a Wikidata |
|        | serra de Sant Sebastià              | Calaf                    | serra                  |                                                      | 41° 43′ 25″ N, 1° 30′ 15″ E / 41.723509°N,1.50421°E 762 msnm                                         |                                                      |                                        | Modifica les dades a Wikidata |